# Inna Cerneak
Inna Cerneak (în ucraineană Інна Миколаївна Черняк; n. 26 martie 1988, Zaporijjea, RSS Ucraineană, URSS) este o judoka ucraineană, campioană la Jocurile Paralimpice de vară din 2016 la categoria -57 kg.

## Legături externe
- Національний комітет спорту інвалідів України Arhivat în 18 septembrie 2016, la Wayback Machine. uc